# Група Атона

Схема внутрішньої частини Сонячної системи (із орбітою Марса включно). Орбіти атонців позначено світло-зеленим кольором

Атонці — група навколоземних астероїдів, велика піввісь орбіти яких (a) менша за астрономічну одиницю, а відстань від Сонця в афелії (Q) — більша за 0,938 а. о. Астероїди цієї групи здебільшого перетинають земну орбіту поблизу своїх афеліїв.
Станом на 1 серпня 2010 року виявлено 579 астероїдів цієї групи. Найбільший серед них — 2100 Ра-Шалом — має діаметр близько 2,3 км.
Група отримала назву від малої планети 2062 Атон, відкритої 7 січня 1976 року американським астрономом Елеанор Гелін із Паломарської обсерваторії. Перший астероїд групи було названо на честь давньоєгипетського монотеїстичного бога Атона, тому атонцям заведено надавати назви за іменами давньоєгипетських божеств.

## Ризики зіткнення
Астероїди групи іноді наближаються до Землі (в ефемеридах зазвичай обчислюють лише «тісні наближення» — на відстань менше 0,05 а. о., або ~7,5 млн км). Наприклад, астероїд 2004 FH 2004 року пролетів повз нашу планету на відстані 43 тис. км. 19 червня того ж року було відкрито ще один астероїд цієї групи — 99942 Апофіс (тимчасове позначення — 2004 MN4). Астероїд названо на честь давньоєгипетського бога Апепа. 13 квітня 2029 року він пролітатиме на відстані геостаціонарних супутників, тобто менше 40 тис. км.
У разі зіткнення астероїда з нашою планетою вивільняється енергія, порівняна з енергією потужного ядерного вибуху, тому зіткнення з ними становлять потенційну небезпеку.